# ووترفورد يونايتد
ووترفورد يونايتد هو نادي كرة قدم في إيرلندا تأسس في 1930.

## وصلات خارجية
- الموقع الرسمي